# Выборы временного главы государства в Италии (1947)
Выборы временного главы государства в Италии в 1947 году проводились путём голосования членов Конституционной ассамблеи и проходили в связи с тем, что избранный в 1946 году временным главой государства Энрико де Никола 25 июня 1947 года подал в отставку, ссылаясь на плохое состояние здоровья..
Голосование по кандидатуре временного главы государства состоялось 26 июня 1947 года. Для победы кандидату необходимо было получить не менее 334 из 556 голосов членов Конституционной ассамблеи. В первом же туре кандидатура Энрико де Никола получила 405 голосов и, таким образом, он был переизбран временным главой Итальянской республики.
С 1 января 1948 года, после вступления в силу Конституции Италии, занимаемая Э.де Никола должность стала официально называться «Президент Итальянской Республики».

## Результаты голосования
| Кандидат                       | Число поданных голосов |
| ------------------------------ | ---------------------- |
| Энрико де Никола               | 405                    |
| Пьетро Ненни                   | 2                      |
| Джузеппе Сальваторе Беллуши    | 2                      |
| Чиприано Факкинетти            | 2                      |
| Пустые избирательные бюллетени | 19                     |
| Недействительные бюллетени     | 1                      |
| Всего проголосовало            | 431                    |
| Воздержались                   | 125                    |
| Всего голосов                  | 556                    |

Итог: Временным главой государства избран Энрико де Никола.